# Czesława Frejlich
Czesława Marta Frejlich – polska plastyczka, dr hab., profesor zwyczajny Katedry Podstaw Projektowania Wydziału Wzornictwa Akademii Sztuk Pięknych w Warszawie i Katedry Projektowania Ergonomicznego Wydziału Form Przemysłowych Akademii Sztuk Pięknych im. Jana Matejki w Krakowie.

## Życiorys
Odbyła studia na Wydziale Form Przemysłowych krakowskiej Akademii Sztuk Pięknych, natomiast w 1975 uzyskała dyplom, następnie stopień doktora habilitowanego. 16 listopada 2004 nadano jej tytuł profesora w zakresie sztuk plastycznych.
Objęła funkcję profesora zwyczajnego w Katedrze Podstaw Projektowania na Wydziale Wzornictwa Akademii Sztuk Pięknych w Warszawie i w Katedrze Projektowania Ergonomicznego na Wydziale Form Przemysłowych Akademii Sztuk Pięknych im. Jana Matejki w Krakowie.
Jest kierownikiem Katedry Projektowania Ergonomicznego Wydziału Form Przemysłowych Akademii Sztuk Pięknych im. Jana Matejki w Krakowie, oraz była członkiem Komitetu Ergonomii Polskiej Akademii Nauk.
Odznaczona Krzyżem Kawalerskim Orderu Odrodzenia Polski (2020).

## Publikacje
- 2005: Wzornictwo się kupi[1]
- 2005: Sponsoring w kulturze[1]
- 2007: Czarny obraz polskiego designu[1]
- 2007: Mafiozi projektowania, czyli jak powstają rzeczy pospolite[1]
- 2009: Daria Burlińska[1]
- 2009: W małej grupie duża siła[1]
- 2009: Druga strona opakowania[1]